# Bethany (Oklahoma)
Bethany é uma cidade localizada no estado norte-americano de Oklahoma, no Condado de Oklahoma.

## Demografia
Segundo o censo norte-americano de 2000, a sua população era de 20.307 habitantes. 
Em 2006, foi estimada uma população de 19.559, um decréscimo de 748 (-3.7%).

## Geografia
De acordo com o United States Census Bureau tem uma área de 
13,5 km², dos quais 13,5 km² cobertos por terra e 0,0 km² cobertos por água. Bethany localiza-se a aproximadamente 399 m acima do nível do mar.

## Localidades na vizinhança
O diagrama seguinte representa as localidades num raio de 12 km ao redor de Bethany. 